# Экономика Южного Вьетнама
Экономика Южного Вьетнама главным образом основывалась на пятилетках и четырёхлетках. В первые 10 лет экономика оставалась стабильной, а затем столкнулась с проблемами, вызванными войной: неустойчивым экономическим ростом, большим бюджетным дефицитом, высокой инфляцией и отрицательным торговым балансом. Правительству пришлось дважды проводить аграрную реформу. Важную роль в экономике играли Соединённые Штаты путём оказания технической и экономической помощи.

## Этапы развития

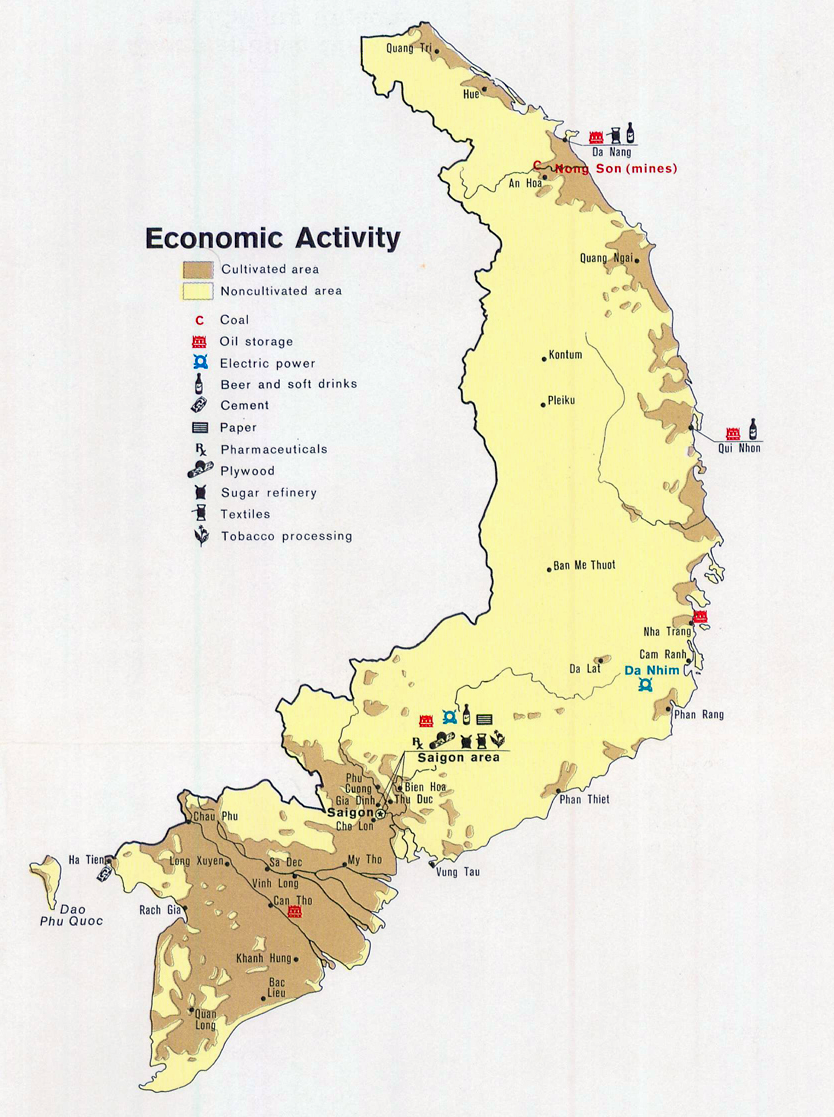
Экономическая карта Южного Вьетнама

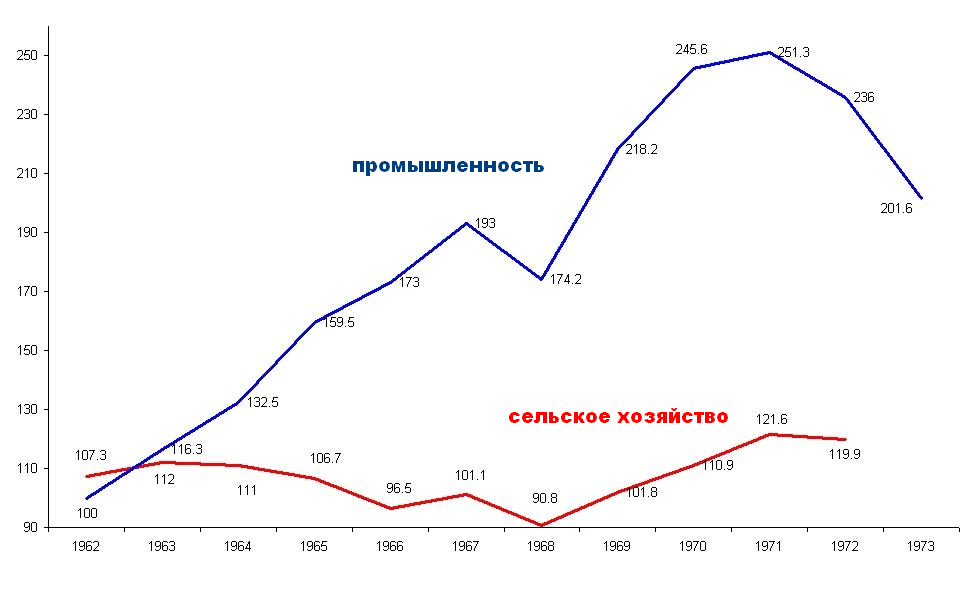
Развитие промышленности и сельского хозяйства Южного Вьетнама с 1961 по 1973 год.

### до 1965
Этот период характеризуется достаточно быстрым ростом ВВП, сопровождаемым разумным ростом индекса потребительских цен. Вначале бюджет страны был профицитным, но с 1961 года стал дефицитным. Инвестиционный приток был по-прежнему значителен, промышленность и сельское хозяйство росли быстрыми темпами. В 1955 году правительство Нго Динь Зьема основало Национальный банк, Бюро обмена иностранной валюты, выпустило новую валюту вместо пиастров французского Индокитая и установило обменный курс новой валюты «донг» на уровне 35:1 относительно доллара США. Была объявлена аграрная реформа, её проведение продолжилось до 1960 года. Неиспользуемые земли были изъяты и перераспределены между фермерами. Право собственности на землю ограничивалось 1 квадратным километром на человека, вся остальная земля должна была продаваться государству для последующего перераспределения среди нуждавшихся крестьян. Крестьяне и землевладельцы должны были заключать договор землепользования, обязательной статьёй которого была арендная плата. В конечном счёте, 2/3 земель перешли в руки состоятельных землевладельцев, а правительство Нгуена Ван Тхиеу провело повторную реформу, чтобы переломить ситуацию. В 1956 году была принята конституция, в которой была определена роль Национального экономического совета. Совет возглавлялся вице-президентом Республики Вьетнам. В том же году страна вступила в Международный валютный фонд. В марте 1957 года Нго Динь Зьем в своей Декларации Президента 1-й Республики призвал в страну зарубежные и отечественные частные инвестиции, пообещав государственную защиту интересов инвесторов и политику стимулирования инвестиций (особые ставки налогообложения, арендной платы и т. п.).
Правительство Нго Динь Зьема проводило экспортно-ориентированную политику, направленную на замещение импорта и торговый протекционизм, для защиты лёгкой промышленности были созданы тарифные и нетарифные барьеры. Результатом этой политики стала постройка первого бумажного завода Вьетнама в 1961 году, покрывавшего 30-40 % внутреннего спроса. Обменный курс также был нацелен на стимулирование экспорта.
Экономика страны в этот период была прогрессивна, но политические волнения и конфликты (вооружённые столкновения группировок, постоянные перевороты, появление Национального фронта освобождения Южного Вьетнама) частично нивелировали экономические успехи.

### 1965—1969
Этот период стал расцветом теневой экономики, вырос бюджетный дефицит, экономика страдала от гиперинфляции и неоднократных девальваций, приведших, в конечном счёте, к экономической депрессии. Война, а особенно широкомасштабное Тетское наступление 1968 года, негативно сказались на экономическом росте.
В 1965 году Южный Вьетнам из экспортёра риса превратился в его импортёра. Импорт риса продолжался до распада государства в 1975 году. Причиной этого стало снижение урожаев в 1965—1968 годах. Сборы начали расти с 1968 года после расширения посевных площадей и повышения урожайности от использования химических удобрений, механизации и засеивания новых высокоурожайных сортов. Сохранявшаяся же потребность в импорте объяснялась войной и продолжавшимся наступлением северовьетнамских войск.
С 1965 года начались проблемы с экспортом, что в свою очередь повлекло проблемы в таких отраслях, как производство текстиля, тростникового сахара, в то же время начали расти другие отрасли. Рост промышленности продолжался, кроме 1968 и 1972 года.
В этот период случилось и другое знаменательное событие: 18 июня 1966 года правительство Нгуена Ван Тхиеу начало валютную реформу, выпустив новую валюту, прозванную «банкнотами 2-й Республики».

### 1969—1975
Экономика Южного Вьетнама сталкивается с трудностями резко снизившегося спроса, связанного с выводом войск США и союзников из страны. Несмотря на рост внутренних доходов и помощь США, бюджету пришлось столкнуться с большими проблемами, связанными с необходимостью ведения самостоятельных военных действий. Началась гиперинфляция. В 1970 году инфляция (на основе расчёта ИПЦ для обычных жителей страны) достигла 36,8 %, в 1973 году — 44,5 %. Правительство перешло к политике ограничения импорта, поощрения экспорта и внутреннего спроса. Это привело к росту экспорта, но и к одновременному росту импорта.